# Puma (BVP)
Puma je njemačko borbeno vozilo pješaštva, koje je trenutno još u stanju razvoja. Zamijenit će zastarijele njemačke Mardere koji više ne mogu konkurirati u borbi s novijim borbenim vozilima pješaštva. Pumu razvija tvrtka Projekt System & Management (PSM) koja je nastala udruženjem Krauss-Maffei Wegmann i Rheinmetall Landsysteme. Puma je trenutno jedno od najbolje zaštićenih vozila u svojoj klasi zahvaljujući modularnom oklopu, koji se prema potrebi može skinuti ili staviti. Njemačka savezna agencija za obrambenu tehnologiju i nabave - BWB naručila je od tvrtke PSM GmbH 405 novih borbenih vozila pješaštva Puma. Ugovor je vrijedan oko 3,1 milijardu eura, a prva bi se vozila isporučila njemačkoj vojsci već 2010. godine.

## Početak razvoja
Jedan od prioritetnih razvojnih projekata njemačke vojske je razvoj novog borbenog vozila pješaštva (BVP) kao zamjenu za postojeći BVP Marder. Marder je nastao u jeku hladnog rata, kao odgovor njemačkih konstruktora na mogući sukob u srcu Europe. Radovi na razvoju počeli su daleke 1960., a konstruktori su dali sve od sebe ne bi li njemačkim pješacima osigurali najbolje borbeno vozilo. Bilo je to doba opasnosti od blokovskog sukoba u Europi. Brojne oklopne divizije s jedne i druge strane, snažno zrakoplovstvo i moćno topništvo činili su smrtonosnu kombinaciju u kojoj bi pješaci, bez odgovarajuće zaštite i potpore, imali malo šanse.
Konstruktori su nastojali napraviti pokretljivo, dobro zaštićeno vozilo velike paljbene moći. Rezultat je bio i više nego zadovoljavajuć, Marder je u svoje doba bio jedan od najboljih BVP-a. Prva serijska vozila dovršena su 1971., a Marder je od tada pouzdano služio u postrojbama njemačke vojske. S vremenom je razvijan i usavršavan, a posljednja inačica nosi oznaku Marder 1A5, dobila je pojačanu zaštitu od mina kako bi se što bolje prilagodio službi u mirovnim misijama na kriznim područjima. Opasnost od mina, zaostalih od ratnih sukoba, vrlo je velika i jedan je od glavnih razloga stradavanja u takvim misijama.
Marder jednostavno više ne može ispuniti oštre uvjete za moderno borbeno vozilo. Za zahtjevne vojne misije u kontekstu UN-a, NATO-a ili EU-a ima nekoliko nedostataka. To su za današnje pojmove neodgovarajuća oklopna zaštita, nedovoljne karakteristike pogonskog sustava, nedovoljna učinkovitost osobito u svjetlu slabe paljbene moći te malene mogućnosti umrežavanja u bojišničke zapovjedno-nadzorne sustave (C4ISR). 

## Nasljednik
Novo borbeno vozilo pješaštva najprije se spominjalo pod generičkim nazivom Neuer Schutzenpanzer (NSPz). Postojali su planovi o imenu Panther, jedno vrijeme se spominjalo ime Igel (njem. jež) da bi se na kraju odlučili za ime Puma. Razvija ga tvrtka Projekt System & Management (PSM) iz njemačkog grada Kassela. Projekt je službeno pokrenut kad je njemačka Savezna agencija za obrambene nabave (BWB - Bundesamt fur Wehrtechnik und Beschaffung) u studenom 2002. dodijelila ugovor PSM-u za razvoj Pume.
Inače, PSM je tvrtka nastala kao zajedničko ulaganje u kojem sudjeluju, svaka s po 50%, velike njemačke obrambene tvrtke Rheinmetall Landsysteme i Krauss-Maffei Wegmann (KMW). Riječ je o tvrtkama koje su u samom svjetskom tehnološkom vrhu na području konstruiranja i izrade raznih borbenih oklopnih vozila. PSM je odgovoran za planiranje, upravljanje i koordinaciju cjelokupnog programa Puma, uključujući koncept, razvoj, testiranja i procjenu te na kraju za proizvodnju (ako do nje dođe). U razvojnoj fazi, načelno, Krauss-Maffei Wegmann odgovoran je za kupolu (uključujući i zapovjednikovu i topnikovu radnu postaju, kupola je daljinski upravljana pa su obojica u tijelu BVP-a). Rheinmetall Landsysteme je odgovoran za podvozje. Konstruktorima Pume postavljeno je nekoliko važnih zahtjeva. Ponajprije je to maksimalna zaštita posade, zatim mogućnost prijevoza u budućem europskom transportnom avionu Airbus A400M, brzu pripremu za djelovanje nakon iskrcaja iz aviona, modularnost, moderna unutrašnjost u skladu s modernim zahtjevima za ergonomiju, mogućnost komunikacije i zaštitu. 
Planirana je proizvodnja ukupno 390 vozila. Kako bi smanjili troškove i skratili vrijeme razvoja rabe se najmodernije tehnologije upravljanja projektima, primjena dotupnih komponenti i usporedni rad na razvoju raznih podsustava. Koncept Pume je konvencionalan, pogonski je dio naprijed desno, vozač naprijed lijevo. Zapovjednik i topnik sjede u središnjem dijelu BVP-a, jedan pokraj drugog, zapovjednik desno, a topnik lijevo. Svaki od njih ima uređaje za motrenje okoline.

## Naoružanje i kupola
Daljinski upravljana kupola postavljena je na sredini podvozja, naoružana je topom Rheinmetall Waffe Munition MK 30-2/ABM kalibra30 mm s dvostrukim sustavom za dobavu streljiva. S lijeve je strane suosno postavljena strojnica MG4 kalibra 5,56 mm. Besposadna kupola je izabrana kako bi se smanjila masa i površina koju treba dobro štititi. Kako je sva posada u podvozju većina zaštite je skoncentrirana na njega.
MK 30-2 je moderan top, izabran kao već gotovo rješenje da bi se smanjili troškovi i ubrzao razvoj. Kalibar topa je 30 mm i trenutačno se smatra kao izvrstan izbor između dovoljne učinkovitosti i prihvatljive mase. Ispaljuje streljivo 30x173 mm koje je dostupno u nekoliko inačica. Učinkovit domet topa je 3000 m a teoretska brzina paljbe 700 granata u minuti. Top sa sustavom za dopremu streljiva ima masu od 173 kg, a dugačak je 3307 mm.
Kako bi se postigla što veća paljbena moć, balističke performanse i dugi radni vijek unutrašnjost cijevi je kromirana. Top će rabiti dvije vrste streljiva, APFS-DS za borbu protiv oklopljenih ciljeva te programabilno eksplozivno za borbu protiv tzv. mekih ciljeva. Programabilno streljivo je predviđeno za što učinkovitije djelovanje protiv ciljeva kao što su pješaci i neoklopljena vozila. Programabilni upaljač osigurava detoniranje streljiva iznad cilja ostvarujući tako najveći učinak uz smanjenu potrošnju streljiva.
Kako bi se posada vozila maksimalno zaštitila streljivo je smješteno u stražnji dio kupole. Puma nosi ukupno 200 granata kalibra 30 mm i 500 metaka kalibra 5,56 mm spremnih za uporabu. Dodatno se streljivo može nositi u posebnom odjeljku u podvozju, odvojenom sigurnosnom pregradom od dijela za posadu.
Kupola se po smjeru pokreće punih 360 stupnjeva, a po visini od -10 do +45 stupnjeva. Kupola se pokreće pomoću elektromotora. 
Sustav za motrenje sastoji se od topnikoveg optroničkog uređaja te od zapovjednikovog panoramskog optroničkog uređaja koji je neovisan o kupoli. Postavljen je u okretno postolje i omogućava motrenje 360 stupnjeva oko vozila bez obzira na položaj kupole.
Sustav za upravljanje paljbom omogućava djelovanje u tzv. "lovačkom modu" pri kojem zapovjednik neovisno traži cilj, a kad ga uoči predaje ga topniku koji obavlja zahvat i paljbeno djelovanje. Ugrađen je napredni dnevni/noćni ciljnički sustav opremljen laserskim daljinomjerom sigurnim za oči. Sustav je potpuno stabiliziran i omogućava vrlo precizno gađanje čak i kad je vozilo u pokretu po neravnom terenu. Za samozaštitu su na kupolu postavljeni bacači granata kalibra 76 mm koji mogu ispaljivati dimne i eksplozivno-fragmentirajuće granate. 

## Zaštita posade
U nastojanju da osiguraju što veću zaštitu posade, a istodobno sačuvaju i mogućnost prijevoza avionom A400M (tj. što manju težinu) konstruktori iz PSM-a razvili su novi koncept. Oklopna zaštita je shvaćena vrlo ozbiljno i konstruktori su osmislili napredan modularni sustav oklopne zaštite koji treba osigurati optimalnu zaštitu posade u različitim operativnim scenarijima.
Sve dosad visoki stupanj zaštite u borbenim oklopnim vozilima uvijek je rezultirao velikom masom vozila. To su pratila i ograničenja mogućnosti zračnog prijevoza. Pumin koncept predviđa novi pristup: dva stupnja zaštite.
Postoje dva stupnja oklopne zaštite. Prvi, Level A (Airtransportable - zračnoprijevozni), je temeljni, Puma ima masu od 31,45 tona što dopušta prijevoz budućim europskim transportnim avionom A400M. Level A razina oklopa omogućava zaštitu od streljiva kalibra 14,5 mm na svim dijelovima BVP-a. Zaštita od protuoklopnih mina je na razini zaštite od detonacije eksploziva mase 10 kg te od mina s penetratorom.
Razina Level C (Combat - borbeni) ima dodatne oklopne module za kupolu i podvozje. S tom razinom zaštite Puma ima masu od 41 tone te povećan stupanj zaštite od streljiva koje napada odozgora kao što su razna mala pametna streljiva koja se ispaljuju iz topova ili iz letjelica.
Dodatni je oklop konstruiran tako da omogućava brzo postavljanje i uklanjanje s Pume. Modularnost je bitna odrednica tako zamišljene oklopne zaštite a omogućava prilagodbu situaciji u kratkom razdoblju. Četiri transportna aviona A400M mogu prevesti tri Pume s oklopnom zaštitom Level C te njihove posade. Kako je oklop modularan omogućeno je naknadno postavljanje oklopa koji će se razviti u budućnosti. Posebna je pažnja pridana ergonomiji, primijenjena su najnovija znanja iz tog područja kako bi boravak posade bio što udobniji. Zbog uporabe besposadne kupole više ne treba mnogo prostora u tijelu vozila za njezin smještaj pa je omogućen bolji raspored unutarnjeg prostora i ugodniji smještaj posade. Novi unutranji raspored prostora omogućava bolju komunikaciju i razumijevanje posade te učinkovitije izvođenje zadaća.
Odjeljak za desant je u stražnjem dijelu vozila, s posebnim sigurnosnim sjedalima za šest vojnika. Vozilo napuštaju kroz električno pokretanu rampu na stražnjem dijelu vozila. Sjedala su brižljivo konstruirana i nisu pričvršćena za pod vozila kako bi se posadi osigurala najveća moguća zaštita od djelovanja protuoklopnih mina. Na stražnjem dijelu vozila nisu postavljene uobičajene puškarnice kroz koje bi posada mogla djelovati tijekom vožnje. Vjerojatni razlog za to je ionako slaba preciznost takvog djelovanja. S druge pak strane postavljanje puškarnica komplicira i poskupljuje konstrukciju. 

## Pogon
Za pogon Pume razvijen je novi motor koji je razvila tvrtka MTU. Motor 10V 892 je iz serije HPD koju karakterizira velika snaga i male dimenzije motora. Razvija 800 kW (1088 KS) na 4250 okretaja u minuti a snaga se prenosi preko automatske transmisije Renk HSW 284C. Cjelokupni sustav za prijenos snage je vrlo tih i znatno smanjuje razinu buke u prostoru za posadu. Smanjena je i razina vibracija.
Najvažnija značajka HPD motora su njegove vrlo kompaktne dimenzije. Smanjene dimenzije motora omogućavaju smanjenje težine vozila što se može korisno utrošiti u veću oklopnu zaštitu. Samo smanjenje dimenzija također pripomaže jer ostavlja više prostora za posadu. Puma je i tu načinila snažan korak u smjeru postavljanja novih standarda za borbena oklopna vozila budućnosti. Snažan motor omogućava dobar odnos snage po jedinici mase. U slučaju Level C inačice koja ima masu od 41 tone odnos snaga masa je oko 19,5 kW/t. To jamči dobru pokretljivost i dovoljnu rezervu snage i za najzahtjevnije terene i taktičke situacije. Prema PSM-u Puma će imati razinu pokretljivosti koja će omogućiti operativno djelovanje uz tenk Leopard 2. Ovjes će biti izveden s hidropneumatskim oprugama koje pružaju mnogo bolje osobine pri terenskoj vožnji, a i tiše su u odnosu na klasični ovjes s torzijskim šipkama. 
Standardna oprema Pume obuhvaća NKB zaštitni sustav, klima uređaj, sustav za gašenje požara, mogućnost motrenja područja oko vozila za svih 360 stupnjeva. Vozač će na raspolaganju imati kameru za vožnju unatrag i nadgledanje stražnje polusfere BVP-a. Sve će to omogućiti posadi mnogo bolji pregled situacije i lakše uočavanje prijetnji te njihovo izbjegavanje i neutraliziranje. Serijske Pume opremit će se i bojišničkim identifikacijskim sustavom za automatsko određivanje statusa prijatelj-neprijatelj. To bi trebalo znatno smanjiti fratricid, djelovanje po svojim snagama, kao jedan od najizraženijih problema modernog ratovanja. Bit će opremljena i naprednim zapovjedno-informacijskim sustavom i testnom opremom koja će znatno pojednostavniti održavanje i logistiku koja prati vozila.
Zasad je Puma predviđena samo u inačici borbenog vozila pješaštva, ali u budućnosti će se vjerojatno pojaviti i druge inačice utemeljene na istom podvozju. Postoji veliki potencijal rasta i bilo bi čudno da tvrtka ne iskoristi tu mogućnost i ponudi npr. zapovjednu inačicu, PZO i protuoklopnu ili pak inženjerijsku inačicu. U doba udruživanja europske obrambene industrije može izgledati čudno što se samostalno krenulo u razvoj gusjeničnog BVP-a. Na europskom tržištu postoji nekoliko modernih gusjeničnih BVP-a. Švedski CV90 kupile su Švedska, Finska, Norveška, Švicarska i Nizozemska. Austrijsko-španjolski projekt zajedničkog BVP-a ASCOD poznat je pod dva različita imena, Austrijanci ga zovu Ulan a Španjolci Pizzaro. Postoji i projekt talijanskog BVP-a Dardo, a Francuzi također razvijaju novi BVP pod oznakom VBCI ali se on koncepcijski bitno razlikuje jer je riječ o kotačnom vozilu pogonske konfiguracije 8x8.
U tom se kontekstu odluka o samostalnom razvoju čini čudna i neracionalna, ali treba uzeti u obzir kao su Nijemci oduvijek imali malo drukčiju filozofiju proizvodnje oklopnih vozila. Kad su radili, radili su uvijek najbolje što je tehnologija mogla pružiti. Zato je taj njihov potez vjerojatno inspiriran time da se nisu željeli upletati u višenacionalne projekte koji redovito imaju mnogo problema, kasne, traže puno kompromisa, a ponekad i ne uspiju. Razvoj Pume je definiran samo njemačkim potrebama i s te je strane imun na razne koncepcijske i tehnološke prijepore, a s obzirom na to da se radi o primjeni uglavnom dobro poznatih i zrelih tehnologija ni cijena razvoja i proizvodnje ne bi trebala biti prevelika.

## Vanjske poveznice
- Službena stranica konstruktora  Arhivirana inačica izvorne stranice od 7. ožujka 2009. (Wayback Machine)
- Slike Pume  Arhivirana inačica izvorne stranice od 14. svibnja 2021. (Wayback Machine)